# Albert van Ouwater

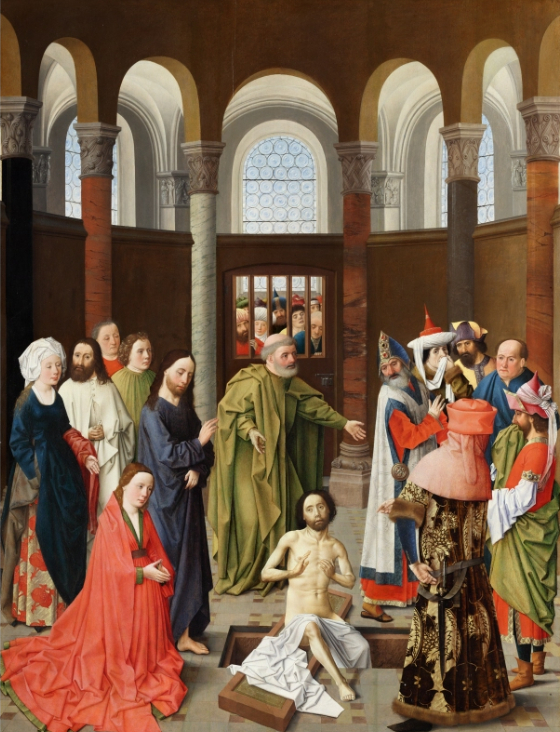
La Résurrection de Lazare, (v. 1445)

Albert van Ouwater est un peintre hollandais (1410/1415 - 1475). Élève du peintre Albert Simonsz (en), maître de Geertgen tot Sint Jans, il est un paysagiste apprécié dans la tradition haarlémoise des primitifs flamands. Le peintre Gérard David se forme vraisemblablement à Haarlem, auprès de lui.
Selon le RKD, il était également connu sous le nom d’Albertus Veteraquinas, et l'historien de l'art W.R. Valentiner l'identifie comme étant également la même personne que le maître de Bellaert et le maître de la sibylle Tiburtine (en).

## Biographie
Albert van Ouwater naît probablement à Oudewater, et il est mentionné par Karel van Mander (1604) comme un peintre réputé de son vivant. Selon Karel van Mander, il est le contemporain de Jan van Eyck et enseigne la peinture à Geertgen tot Sint Jans, bien que Van Mander ne fonde son opinion qu'à partir d'un témoignage oculaire d'un vieux monsieur du nom d’Albert Simonsz, qui avait été lui-même l'élève de Jan Mostaert. Van Mander commente longuement un retable de Van Ouwater installé dans l'église principale d'Haarlem, la Grotekerk ou Sint-Bavokerk, représentant saint Pierre et saint Paul, sur lequel les personnages sont dessinés avec soin et richement colorés. Van Mander considère Van Ouwater comme le fondateur de l'école de peinture de Haarlem, faisant de lui l'un des premiers artistes majeurs néerlandais (par opposition au flamands). Toujours selon Van Mander, la peinture paysagiste était la spécialité de cette école néerlandaise, bien qu'aucunes des œuvres de Van Ouwater parvenues jusqu'à nous ne confirme cette tendance. Van Ouwater est également le contemporain de Dirk Bouts qui réside à Haarlem au milieu du XVe siècle, et ce dernier a pu également suivre ses enseignements.
Van Mander décrit une autre œuvre de Van Ouwater dont la composition est plus importante encore, la Résurrection de Lazare, qui est ramené en Espagne après le siège de Haarlem comme prise de guerre, mais dont une copie a pu être admirée et louée par Maarten van Heemskerck. Ce tableau a été identifié comme celui étant actuellement au Staatliche Museen de Berlin. Il s'agit du seul tableau attribué quasi-unanimement à Van Ouwater, bien que de nombreux historiens lui attribuent également la petite et fragmentaire Tête d'un donateur du Metropolitan Museum of Art de New York. L'historien d'art allemand Max Jakob Friedländer lui attribue également une Vierge à l'Enfant (Metropolitan Museum of Art, New York), mais cette peinture a également été associée aux travaux de jeunesse de Dirk Bouts (le Metropolitan Museum considère aujourd'hui cette œuvre comme celle d'un peintre allemand, influencé par l'école de Haarlem). Albert Châtelet ajoute à la liste des œuvres de Van Ouwater deux volets latéraux d'un retable, intitulés Saint Jean-Baptiste et Saint Michel, tous deux à la Capilla Real de Grenade, en Espagne. St Michel terrassant le dragon déploie un imaginaire tératologique avec la représentation de monstres hybrides qui n'est pas sans rappeler la proximité de l'artiste avec Martin Schongauer dont le maître Bouts était proche. Schongauer, dans sa gravure la tentation de Saint Antoine, en 1475, se saisit de cet univers de monstres hybrides et effrayants avec un génie et une virtuosité qui le rendent célèbre dans toute l'Europe.

## Œuvre
Seul tableau connu de Van Ouwater :
- La Résurrection de Lazare, (v. 1445), huile sur bois, 122 × 92 cm, Gemäldegalerie de Berlin.